# 麃公
麃公（？—？），中国战国時期末期秦国的将領。
前246年，秦王政即位，麃公任将軍。前244年，攻下魏国的卷城（即今日河南省平頂山附近），陣斬敵兵三万人。